# Evers Burns
Evers Allen Burns, (nacido el 24 de agosto de 1971 en Baltimore, Maryland) es un exjugador de baloncesto estadounidense. Con 2.03 de estatura, su puesto natural en la cancha era el de ala-pívot. 

## Trayectoria
- Universidad de Maryland (1989-1993)
- Sacramento Kings (1993-1994)
- Pallacanestro Varese (1994)
- Miami Tropics (1994)
- AO Dafni (1994)
- Sioux Falls Skyforce (1994-1995)
- Miami Tropics (1995)
- Yakima Sun Kings (1995-1996)
- Oklahoma City Cavalry (1996)
- Joventut Badalona (1996)
- Oklahoma City Cavalry (1996-1997)
- Sydney Kings (1997-1998)
- Emlakbank Ortakoy (1998)
- Quad City Thunder (1999)
- Ferro Carril Oeste (1999)
- Richmond Rhythm  (1999-2000)